# شاتونف-گراس
شاتونف-گراس (به فرانسوی: Châteauneuf-Grasse) یک کمون در فرانسه است که در Canton of Le Bar-sur-Loup واقع شده‌است.

## خصوصیات
شاتونف-گراس ۸٫۹۵ کیلومترمربع مساحت و ۳٬۱۶۰ نفر جمعیت دارد.